# Ripacs

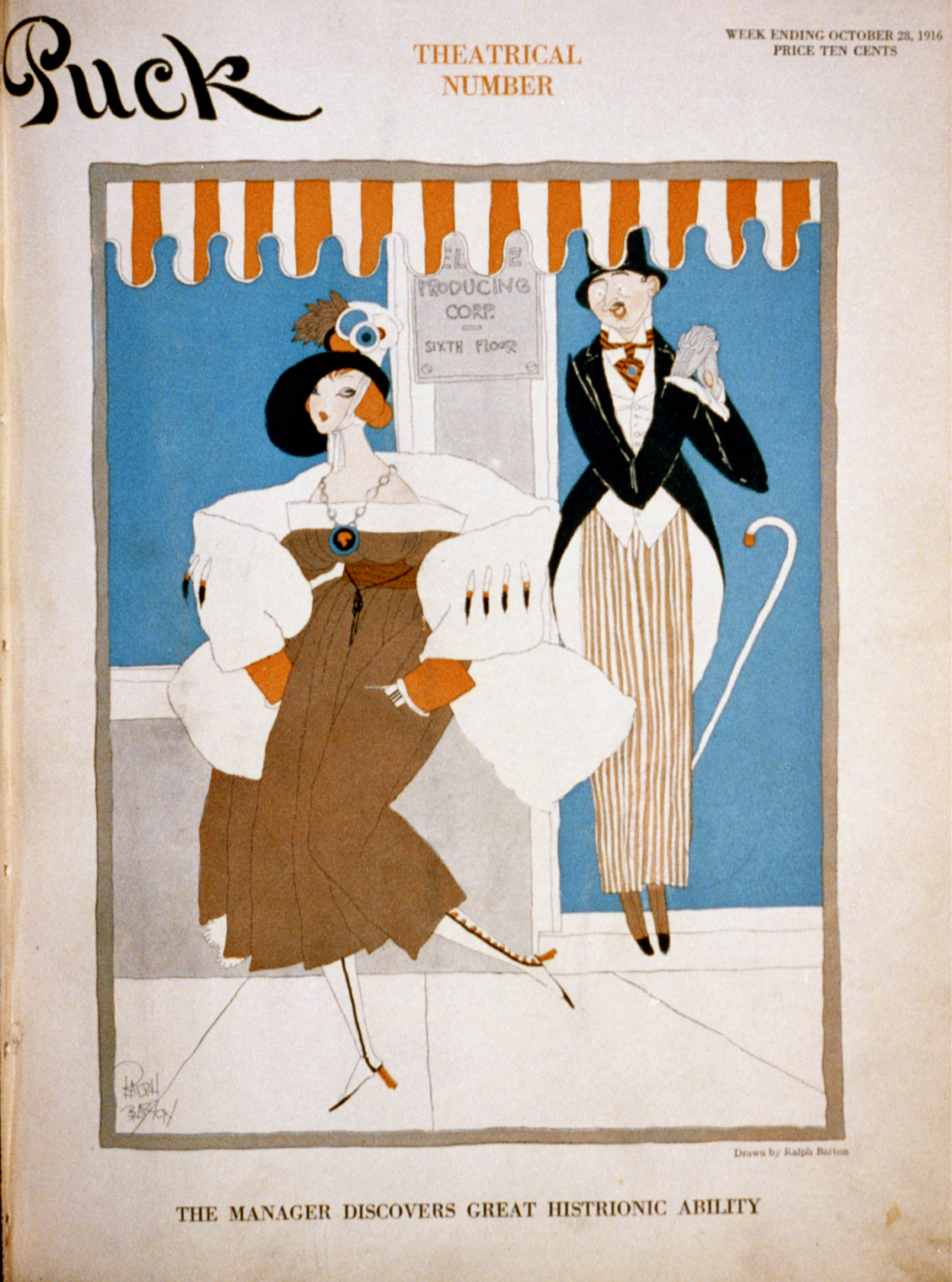
Ralph Burton karikatúrája a Puck 1916. október 28-i számának borítóján

A ripacs külsődleges eszközöket, hatásvadász, harsány, kulisszarengető gesztusokat használó, mindenáron a közönség tetszését kereső színész (tágabb értelemben minden így fellépő előadóművész).

## Jellemzői
Aki a színpadon ripacskodik, az széles eszközökkel, az átélést nélkülözve, hadonászva, kiabálva és grimaszolva túljátssza, imitálja az érzelmeket, az indulatokat; olcsó, könnyen elérhető hatásokra tör.
Egyes jelentős, tehetséges színészek is hajlamosak a ripacskodásra, ami leginkább a figura meg nem lelése, illetve a rendezés nem kielégítő munkája következtében fordul elő.
A cirkuszi bohóc tulajdonképpen ugyanezt csinálja, de azt stilizálva, karikírozva; nem utolsósorban a sajátos kosztümje álarcába rejtőzés segítségével.
Ripacsnak titulálnak harsányan színészkedő politikusokat is. Mussoliniről is azt mondják, hogy rettentő ripacs volt.
A szó Szigeti József Csókon szerzett vőlegény című színművének Ripacs nevű züllött színészalakja nevéből ered.
Eredetileg bármilyen felületi egyenetlenség, szakadás elnevezése volt, a népnyelvben főként a himlőhelyé.